# Bacidia
Bacidia De Not. (kropnica) – rodzaj grzybów z rodziny odnożycowatych (Ramalinaceae). Ze względu na współżycie z glonami zaliczany jest do grupy  porostów.

## Systematyka i nazewnictwo
Pozycja w klasyfikacji według Index Fungorum: Ramalinaceae, Lecanorales, Lecanoromycetidae, Lecanoromycetes, Pezizomycotina, Ascomycota, Fungi.
Synonimy nazwy naukowej: Bacidiomyces Cif. & Tomas., Byssopsora A. Massal., Psorella Müll. Arg., Sporacestra A. Massal., Urophora Sommerf. ex Arnold.
Nazwa polska według W. Fałtynowicza.

## Gatunki występujące w Polsce
- Bacidia albicans (Arnold) Lettau 1912 – kropnica wyblakła
- Bacidia arceutina (Ach.) Rehm & Arnold 1869 – kropnica jałowcowa
- Lecidea auerswaldii Hepp ex Stizenb. 1882 – kropnica Auerswalda
- Bacidia baggei (Metzler) Dalla Torre & Sarnth. 1902[4] – kropnica Baggea
- Bacidia bagliettoana (A. Massal. & De Not.) Jatta 1900 – kropnica Baglietta
- Bacidia beckhausii Körb. 1860 – kropnica Beckhausa
- Bacidia biatorina (Körb.) Vain. 1922 – kropnica wyprószkowa
- Bacidia caesiomarginata (Kernst.) Lettau 1912[4] – kropnica szarobrzeżkowa
- Bacidia circumspecta (Norrl. & Nyl.) Malme 1895 – kropnica dębowa
- Bacidia coniangioides Eitner 1911[4] – kropnica plamista
- Bacidia fraxinea Lönnr. 1858[4] – kropnica jesionowa
- Bacidia friesiana (Hepp) Körb. 1860 – kropnica Friesa
- Bacidia herbarum (Stizenb.) Arnold 1865 – kropnica zielna
- Bacidia igniarii (Nyl.) Oxner 1968 – kropnica pozorna
- Bacidia incompta (Borrer ex Hook.) Anzi 1860 – kropnica opuszczona
- Bacidia laurocerasi (Delise ex Duby) Zahlbr. 1926 – kropnica laurowa
- Bacidia metamorphea (Nyl.) Lettau 1912 – kropnica odmienna
- Bacidia polychroa (Th. Fr.) Körb. 1860 – kropnica wielobarwna
- Bacidia rosella (Pers.) De Not. 1846[4] – kropnica różowa
- Bacidiaa rubella (Hoffm.) A. Massal. 1852 – kropnica żółtawa
- Bacidia silesiaca Zahlbr. 1926[4] – kropnica śląska
- Bacidia subincompta (Nyl.) Arnold 1870 – kropnica nikła
- Bacidia trachona (Ach.) Lettau 1912 – kropnica kamienna
- Bacidia vermifera (Nyl.) Th. Fr. 1874 – kropnica robakowata
- Bacidia viridula Erichsen 1943[4] – kropnica zielonawa

Nazwy naukowe na podstawie Index Fungorum. Nazwy polskie według checklist W. Fałtynowicza.